# Armoiries des Bermudes
Le blason des Bermudes fut adopté le 4 octobre 1910. Il est composé d'un champ d'argent avec à la pointe, un champ de sinople représentant la vegetation des Bermudes. Sur ce sol se dresse un lion de gueules, caché derrière un bouclier, où est représentée l'épave du Sea Venture, bateau des premiers arrivants sur l'archipel en 1609.
Le lion représente les liens de ce Territoire britannique d'outre-mer avec le Royaume-Uni.